# Soñar no cuesta nada (filme)
Soñar no cuesta nada é um filme de drama colombiano de 2006 dirigido e escrito por Rodrigo Triana. Foi selecionado como representante da Colômbia à edição do Oscar 2007, organizada pela Academia de Artes e Ciências Cinematográficas.

## Elenco
- Diego Cadavid - Silvio Lloreda
- Juan Sebastian Aragón - Nelson Venegas
- Manuel José Chávez – Elmer Porras
- Marlon Moreno – Lieutenant Solorzano
- Carolina Ramirez – Herlinda
- Carlos Manuel Vesga - Perlaza
- Ramsés Ramos – Captain Camacho
- Julio Correal - Major Loaiza
- Gloria Gomez
- Verónica Orozco – Dayana